# Albert Louvet

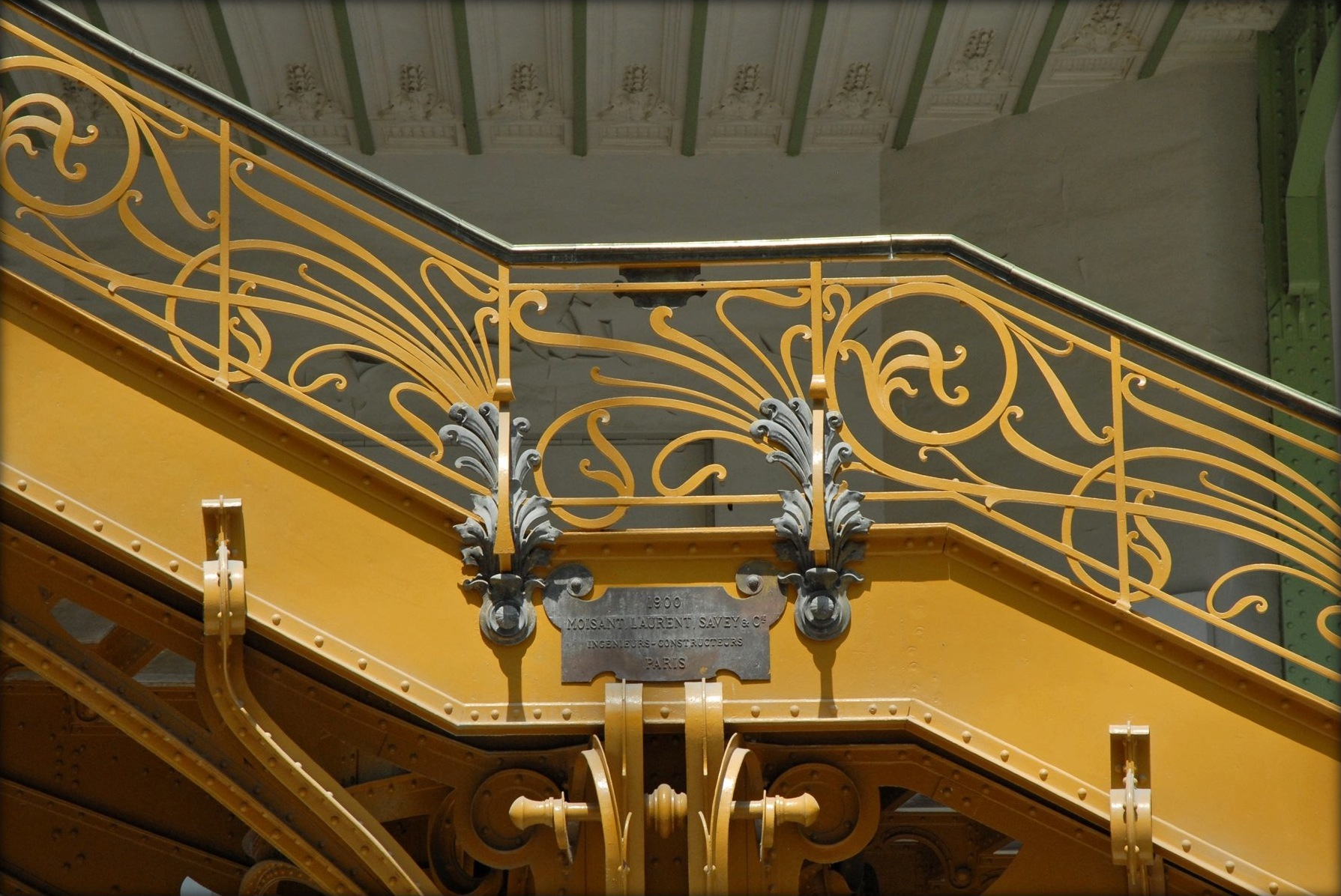
dettaglio dello scalone del Grand Palais

Louis-Albert louvet (Parigi, 2 dicembre 1860 – giugno 1936) è stato un architetto francese.

## Biografia
Figlio e allievo di Louis-Victor Louvet, ricevette anche lezioni da Paul-René-Léon Ginain all'École nationale supérieure des beaux-arts di Parigi, vincendo il Prix de Rome nel 1886 per il suo progetto intitolato Un palais pour la Cour des comptes (Un palazzo per la Corte dei Conti). Partecipò alla progettazione e costruzione del Grand Palais, dal 1896 al 1900, insieme a Henri-Adolphe-Auguste Deglane, Albert-Félix-Théophile Thomas e Charles-Louis Girault. Per questo progetto venne incaricato del progetto e della direzione dei lavori della sezione centrale compreso il “Salone d'onore” e, in coordinamento con Deglane, il grande “scalone d'onore”.